# Fabian Suchodolski
Fabian Suchodolski (* 18. August 2004 in Rybnik, Schlesien) ist ein polnischer Biathlet, der seit 2025 im Weltcup startet.

## Sportliche Laufbahn
Erste internationale Erfahrungen sammelte Fabian Suchodolski im Winter 2021/22, als er im Junior-Cup sowie bei mehreren internationalen Meisterschaften an den Start ging. Bei den Jugendweltmeisterschaften 2022 wurde er mit Hubert Matusik und Konrad Badacz Staffelsechster, im Rahmen des Olympischen Jugendfestivals belegte er im Sprint Rang sechs und gewann mit Badacz, Anna Nędza-Kubiniec und Barbara Skrobiszewska die Bronzemedaille im Mixedbewerb. In der Saison 2022/23 startete der Pole erneut fast ausschließlich auf Juniorenebene, als bestes Ergebnis kam ein fünfter Platz im Sprint der Junioren-EM zustande. Im Januar 2023 gab er zudem in Osrblie sein Debüt im IBU-Cup, kam aber nicht in die Nähe der Punkteränge. Ähnlich verlief auch der Folgewinter: Suchodolski bestritt drei IBU-Cup-Rennen, nahm ohne hervorstechende Resultate an Junioren-WM und -EM teil und lief im Juniorcup dreimal unter die besten Zehn. Bei den Juniorenwettkämpfen im Rahmen der Sommerbiathlon-Weltmeisterschaften 2024 erzielte er den fünften Platz im Sprint.
Anfang Dezember 2024 gewann Suchodolski in Geilo als 31. des Sprints seine ersten Ranglistenpunkte im IBU-Cup. Kurz darauf lief er im Goms in einem Juniorcup-Sprint erstmals auf das Podest und musste sich nur Matija Legović geschlagen geben. Zu Beginn des neuen Kalenderjahres gab der Pole in Oberhof seinen Einstand im Weltcup und belegte im Sprint bei 100 Startern Platz 91. Bei den weiteren Wettkämpfen im Januar konnte er sich nur unwesentlich verbessern, mit der Staffel sprangen zwei 14. Ränge heraus. Auch für die Weltmeisterschaften wurde Suchodolski nominiert und erreichte Platz 68 im Einzel sowie, gemeinsam mit Konrad Badacz, Jan Guńka und Marcin Zawół, Platz 16 im Staffelbewerb. Mitte Februar lief er auf der Pokljuka im Einzelrennen durchaus überraschend auf den 23. Rang, womit er erste Weltcuppunkte gewann und seinen ersten Massenstart nur um einen Platz verpasste. Bei der Junioren-WM ergatterte der Pole mit Badacz, Jakub Potoniec und Grzegorz Galica die Bronzemedaille im Staffelrennen.

## Persönliches
Suchodolski stammt aus Wodzisław Śląski in der Woiwodschaft Schlesien.

## Statistiken

### Weltcupplatzierungen
Die Tabelle zeigt alle Platzierungen (je nach Austragungsjahr einschließlich Olympische Spiele und Weltmeisterschaften).
- 1.–3. Platz: Anzahl der Podiumsplatzierungen
- Top 10: Anzahl der Platzierungen unter den ersten zehn (einschließlich Podium)
- Punkteränge: Anzahl der Platzierungen innerhalb der Punkteränge (einschließlich Podium und Top 10)
- Starts: Anzahl gelaufener Rennen in der jeweiligen Disziplin
- Staffel: inklusive Mixed- und Single-Mixed-Staffeln

| Platzierung               | Einzel | Sprint | Verfolgung | Massenstart | Staffel | Gesamt |
| ------------------------- | ------ | ------ | ---------- | ----------- | ------- | ------ |
| 1. Platz                  |        |        |            |             |         |        |
| 2. Platz                  |        |        |            |             |         |        |
| 3. Platz                  |        |        |            |             |         |        |
| Top 10                    |        |        |            |             |         |        |
| Punkteränge               | 1      |        |            |             | 5       | 6      |
| Starts                    | 2      | 3      |            |             | 5       | 10     |
| Stand: Saisonende 2024/25 |        |        |            |             |         |        |

### Weltcupwertungen
Ergebnisse bei Weltcups (Disziplinen- und Gesamtweltcup) gemäß Punktesystem.
| Saison  | Einzel | Einzel | Sprint | Sprint | Verfolgung | Verfolgung | Massenstart | Massenstart | Gesamt | Gesamt |
| Saison  | Platz  | Punkte | Platz  | Punkte | Platz      | Punkte     | Platz       | Punkte      | Platz  | Punkte |
| ------- | ------ | ------ | ------ | ------ | ---------- | ---------- | ----------- | ----------- | ------ | ------ |
| 2024/25 | 48.    | 18     | –      | –      | –          | –          | –           | –           | 68.    | 18     |

### Biathlon-Weltmeisterschaften
Ergebnisse bei den Weltmeisterschaften:
| Weltmeisterschaften | Weltmeisterschaften | Einzelwettbewerbe | Einzelwettbewerbe | Einzelwettbewerbe | Einzelwettbewerbe | Staffelwettbewerbe | Staffelwettbewerbe | Staffelwettbewerbe |
| Jahr                | Ort                 | Einzel            | Sprint            | Verfolgung        | Massenstart       | Herrenstaffel      | Mixedstaffel       | S.-M.-Staffel      |
| ------------------- | ------------------- | ----------------- | ----------------- | ----------------- | ----------------- | ------------------ | ------------------ | ------------------ |
| 2025                | Lenzerheide         | 68.               | –                 | –                 | –                 | 16.                | –                  | –                  |

### Jugend-/Juniorenweltmeisterschaften
Suchodolski nahm bis 2023 an den Jugend-, ab 2024 an den Juniorenwettkämpfen teil.
| Weltmeisterschaften | Weltmeisterschaften | Einzelwettbewerbe | Einzelwettbewerbe | Einzelwettbewerbe | Einzelwettbewerbe | Staffelwettbewerbe | Staffelwettbewerbe |
| Jahr                | Ort                 | Einzel            | Sprint            | Verfolgung        | Massenstart 60    | Herrenstaffel      | Mixedstaffel       |
| ------------------- | ------------------- | ----------------- | ----------------- | ----------------- | ----------------- | ------------------ | ------------------ |
| 2022                | Soldier Hollow      | 21.               | 32.               | 27.               | nicht ausgetragen | 6.                 | N/A                |
| 2023                | Schtschutschinsk    | DNF               | 33.               | 19.               | nicht ausgetragen | 5.                 | 8.                 |
| 2024                | Otepää              | 26.               | 38.               | nicht ausgetragen | 15.               | 6.                 | –                  |
| 2025                | Östersund           | 38.               | 22.               | nicht ausgetragen | 38.               | 3.                 | 8.                 |